# Seznam medailistů na mistrovství Evropy v biatlonu – sprint mužů
Seznam medailistů na mistrovství Evropy v biatlonu z sprintu mužů představuje chronologický přehled stupňů vítězů ve sprintu mužů na 10 km na Mistrovství Evropy konaného pravidelně od roku 1994.
Sprint mužů byl na evropský šampionát zařazen poprvé v roce 1994. 

## Seznam vítězů
| Rok  | Místo                | Zlato                      | Stříbro                    | Bronz                     |
| ---- | -------------------- | -------------------------- | -------------------------- | ------------------------- |
| 1994 | Kontiolahti          | Hogler Schönthier          | René Cattarinussi          | Vesa Hietalahti           |
| 1995 | Le Grand-Bornand     | Raphaël Poirée             | Gilles Marguet             | Aleh Ryżenkau             |
| 1996 | Ridnaun              | Władimir Draczew           | Siergiej Tarasow           | Aleh Ryżenkau             |
| 1997 | Windischgarsten      | Andriej Padin              | Jože Poklukar              | Tomas Globočnik           |
| 1998 | Minsk                | Jekabs Nakums              | Aleksander Popow           | Ilmārs Bricis             |
| 1999 | Iževsk               | Alexander Wolf             | Roman Dostál               | Rustam Waliullin          |
| 2000 | Zakopané             | Andreas Stitzl             | Ivan Masařík               | Oļegs Maļuhins            |
| 2001 | Haute Maurienne      | Vincent Defrasne           | Wiesław Ziemianin          | Wjaczesław Derkacz        |
| 2002 | Kontiolahti          | Oļegs Maļuhins             | Carsten Heymann            | Tomasz Sikora             |
| 2003 | Forni Avoltri        | Ołeksij Korabejnikow       | Władimir Draczew           | Carsten Pump              |
| 2004 | Minsk                | Aleksander Syman           | Tomasz Sikora              | Władimir Draczew          |
| 2005 | Novosibirsk          | Ołeksij Ajdarow            | Andrij Deryzemlja          | Aleksiej Bołtienko        |
| 2006 | Langdorf-Arberse     | Jaroslav Soukup            | Sergej Novikov             | Carsten Pump              |
| 2007 | Bansko               | Tomasz Sikora              | Jaroslav Soukup            | Tobias Eberhard           |
| 2008 | Nové Město           | Artiom Gusiew              | Stian Eckhoff              | Michal Šlesingr           |
| 2009 | Ufa                  | Rune Brattsveen            | Jevgenij Usťugov           | Anton Šipulin             |
| 2010 | Otepää               | Daniel Böhm                | Alexej Volkov              | Ronny Hafsås              |
| 2011 | Ridnaun              | Tobias Eberhard            | Alexej Volkov              | Lukas Hofer               |
| 2012 | Osrblie              | Alexej Volkov              | Artem Pryma                | Siergiej Klaczin          |
| 2013 | Bansko               | Vetle Sjåstad Christiansen | Benedikt Doll              | Artem Pryma               |
| 2014 | Nové Město na Moravě | Lars Helge Birkeland       | Maxim Cvetkov              | Andrejs Rastorgujevs      |
| 2015 | Otepää               | Alexej Slepov              | Lars Helge Birkeland       | Antonin Guigonnat         |
| 2016 | Ťumeň                | Jevgenij Garaničev         | Henrik L'Abée-Lund         | Anton Babikov             |
| 2017 | Dušníky              | Vladimir Iliev             | Alexandr Loginov           | Krasimir Anev             |
| 2018 | Ridnaun              | Andrejs Rastorgujevs       | Alexandr Loginov           | Krasimir Anev             |
| 2019 | Raubiči              | Tarjei Bø                  | Jesper Nelin               | Dmitrij Malyško           |
| 2020 | Raubiči              | Matvej Jelisejev           | Andrejs Rastorgujevs       | Aleksander Fjeld Andersen |
| 2021 | Dušníky              | Martin Jäger               | Said Karimulla Chalili     | Johannes Kühn             |
| 2022 | Velký Javor          | Erlend Bjøntegaard         | Nikita Poršnev             | Lucas Fratzscher          |
| 2023 | Lenzerheide          | Erlend Bjøntegaard         | Vebjørn Sørum              | Philipp Nawrath           |
| 2024 | Brezno-Osrblie       | Antonin Guigonnat          | Johan-Olav Botn            | Isak Frey                 |
| 2025 | Martell              | Sivert Guttorm Bakken      | Vetle Sjåstad Christiansen | Fredrik Mühlbacher        |